# فینال جام در جام اروپا ۱۹۹۵
فینال جام در جام اروپا ۱۹۹۵، رقابت پایانی جام در جام اروپا در سال ۱۹۹۵ میلادی است که مابین دو تیم باشگاه فوتبال رئال ساراگوسا و باشگاه فوتبال آرسنال برگزار شده‌است.
این مسابقه که در تاریخ ۱۰ مه ۱۹۹۵ انجام شده‌است با نتیجه ۲ بر ۱ به سود تیم باشگاه فوتبال رئال ساراگوسا به پایان رسید.